# Mirza zaza
Mirza zaza (лат.) — один из двух видов из рода гигантских мышиных лемуров, описанный в 2005 году. До открытия этого вида род гигантских мышиных лемуров считался монотипическим.

## Описание
Mirza zaza — небольшой лемур (масса менее 300 граммов), ведущий ночной образ жизни, эндемик Мадагаскара. Длина тела 23—25 см (без учёта хвоста). Хвост длинный (от 26 до 29 сантиметров). Обладают короткой шерстью серо-коричневого цвета. Длинный, пушистый хвост темнее к концу. Голова округлая, глаза относительно большие, уши круглые и гораздо меньше, чем у близких видов лемуров. Имеют коммунальные спальные гнёзда.
У Mirza zaza обнаружены самые большие среди приматов семенники (относительно размера тела). При массе самцов этого вида около 280 граммов, тестикулы составляли 5,5 процента от общего объема тела. У человека яички мужчин в среднем занимают около 0,05 процента объема тела (то есть, при сравнимых пропорциях человеческие тестикулы могли бы быть до 4 кг массы). Столь крупный относительный размер, предположительно указывает на круглогодичный цикл спаривания (редкое для всех лемурообразных явление). Кроме того, у вида обнаружены как полигамия, так и полиандрия. В одном гнезде вместе с одной самкой могут быть обнаружены до трёх самцов. Самцы с помощью таких гигантских семенников повышают свои шансы на оплодотворение избранной ими партнёрши.
Видовой эпитет происходит из малагасийского языка, на котором слово «заза» означает «ребёнок».